# Nicrosaurus
Nicrosaurus is een geslacht van uitgestorven phytosauriërs, dat leefde tijdens het Laat-Trias. Hoewel het eruitzag als een krokodil (en waarschijnlijk leefde als de meer landbewonende Crocodylomorpha), was het niet nauw verwant aan deze schepsels, maar was het een voorbeeld van parallelle evolutie. Het belangrijkste verschil tussen Nicrosaurus (en alle andere phytosauriërs) en moderne krokodillen is de positie van de neusgaten - de neusgaten van Nicrosaurus, of externe neusgaten, zijn direct voor het voorhoofd geplaatst, terwijl bij krokodillen de neusgaten aan het einde van de snuit zitten. Een studie uit 2013 heeft ook aangetoond dat het darmbeen van Nicrosaurus heel anders is dan alle andere phytosauriërs.
Het geslacht werd in 1866 benoemd door de Duitse paleontoloog Dr. Eberhard Fraas, mogelijk naar de rivier de Neckar in het zuidwesten van Duitsland, waar het werd gevonden.

## Beschrijving en paleobiologie
Enkele onderscheidende anatomische kenmerken van Nicrosaurus zijn de externe neusgaten op het schedeldakniveau, de verticaal samengedrukte en afgeronde achterste squamosale uitsteeksels, het brede en zware rostrum en een enorme prenariale kam op de snuit.
Nicrosaurus was mogelijk meer bodembewonend dan andere phytosauriërs. Het kwam voor in marginaal-lacustriene of ronduit landelijke omgevingen en was uitgerust met langere ledematen, een recht dijbeen en een dieper bekken dan andere phytosauriërs. Gecombineerd met zijn ongewoon diepe bovenkaak en heterodonte tanden, was het hoogstwaarschijnlijk een secundair bodembewonend roofdier, waarschijnlijk helemaal niet anders dan bodembewonende krokodilachtigen.

### Gebit
Het gebit van Nicrosaurus is zeer heterodont, de tandvormen variëren van brede, zijdelings samengedrukte bladachtige tanden tot cilindrische, teruggebogen caniniforme tanden.

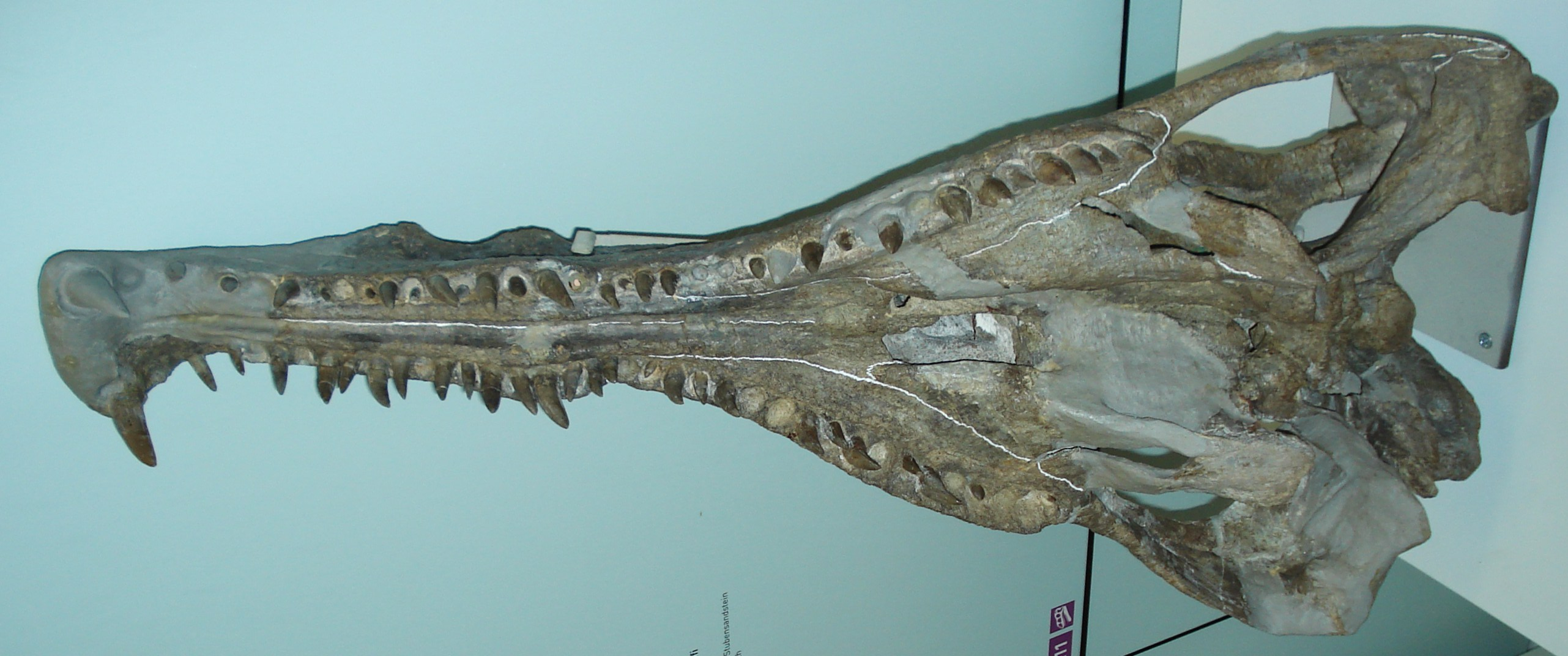
Onderzijde schedel

In termen van kaakmorfologie is een volledig prenariale kam een onderscheidend anatomisch kenmerk voor Nicrosaurus kapffi. In zowel de boven- als onderkaak heeft het gebit vijf morfologisch gescheiden reeksen tanden: punt-van-snuitreeks, premaxilla-reeks, maxilla-reeks, punt-van-onderkaakreeks en onderkaak-reeks. Naar achteren bewegend in al deze reeksen, behalve de punt-van-de-snuit en punt-van-mandibulaire reeksen, begint de tandmorfologie relatief eenvoudig en ongedifferentieerd en verandert geleidelijk, wat resulteert in een morfocline. Het bovengebit wordt als tripartiet beschouwd.
De voorste tanden, van de premaxilla bij Nicrosaurus kapffi zijn vergroot en sterk gebogen. Dit zijn meestal de grootste tanden van de bovenkaak. Veel van de andere voortanden in deze reeks, evenals in de bovenkaak, zijn moeilijk van elkaar te onderscheiden. De voorste tanden van de premaxilla zijn stevig verankerd en labiaal gewelfd. Het aantal tandposities is zeer variabel voor de premaxilla en maxilla reeks. Er zijn echter geen studies die erop wijzen dat er een directe correlatie is tussen het aantal tanden en de schedelomvang. Tandenrijen bestaan meestal uit veertig tot vijfenveertig leden.
Het driedelige gebit, vergrote premaxillaire tanden en sterke terminale leden van de premaxilla suggereren dat Nicrosaurus kapffi (en vele andere phytosauriërs) waren aangepast om middelgrote tot grote prooien in stukken te hakken na het doden van een dergelijke prooi met een sterke, snelle slag.
Nicrosauriërs hebben over het algemeen enorme snuiten die lijken op bestaande krokodilachtigen, wat suggereert dat ze op tetrapoden jaagden in plaats van op vissen.

### Onderscheidende postcraniale kenmerken
Alle afgeleide phytosauriërs hebben een darmbeen dat wordt gekenmerkt door een blad dat naar achteren verlengt en een voorste uitsteeksel dat kort van lengte is. In vergelijking met alle phytosauriërs is het darmbeen van Nicrosaurus kapffi echter verticaal langwerpig, vergelijkbaar met dat van Erythrosucus africanus. Door deze strekking is de heupkom ook langer in vergelijking met andere phytosauriërs. In vergelijking met Leptosuchus is de hoek tussen het schaambeen en het zitbeen ook groter. Bij Nicrosaurus is het proximale uiteinde, aan de schouder, van het opperarmbeen afgeplat.

### Semi-aquatische of terrestrische aard

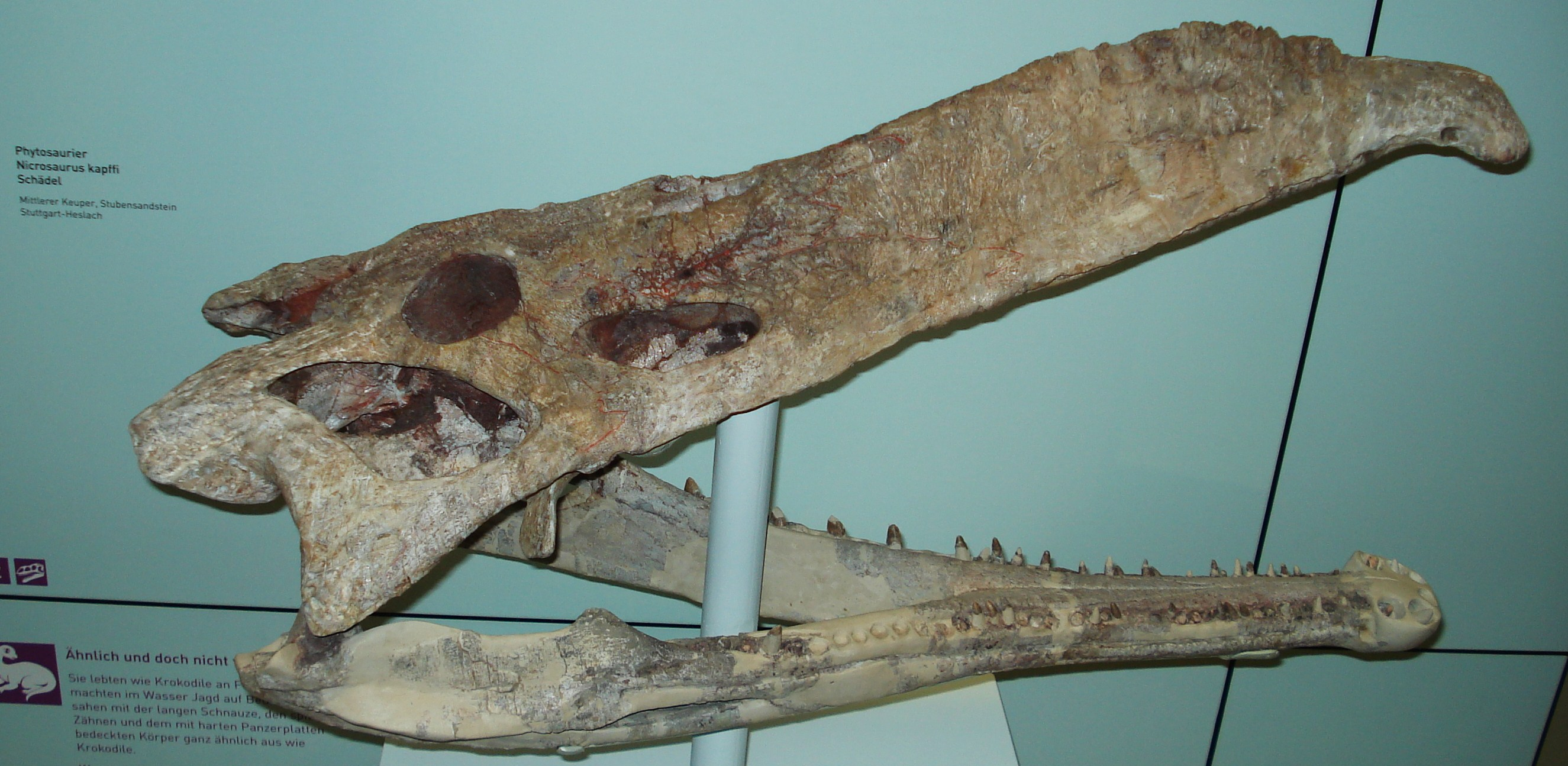
De krachtige schedel kon grote landdieren doden

Vanwege hun gelijkenis met moderne krokodillen, werd aanvankelijk gedacht dat phytosauriërs ook semi-aquatische dieren waren. De slanke kaken suggereerden verder een dieet met vis. Een eerdere studie legde uit dat een grotere Nicrosaurus ook een dieet had kunnen hebben dat bestond uit grote landreptielen die in de buurt van wateren of amfibieën van beken en waterplassen kwamen.

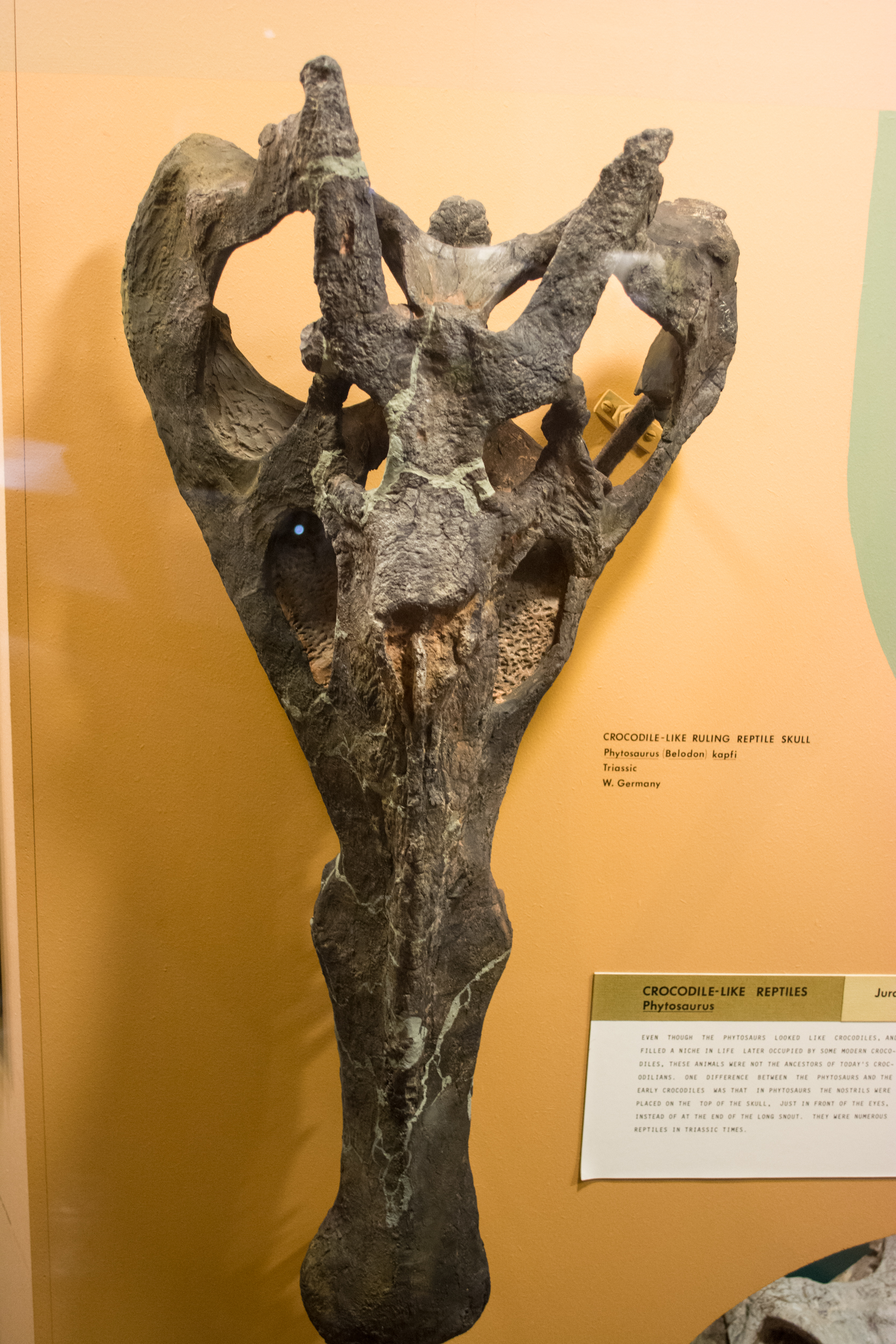
Afgietsel van de schedel

De ecologie van de phytosauriërs wordt meestal met die van moderne krokodilachtigen vergeleken. Geslachten binnen de phytosauriërs kunnen echter ook verschillende ecologische voorkeuren hebben gehad. Dat is het geval voor Nicrosaurus en Mystriosuchus, de grootste onderscheidende factor tussen de twee is de vorm van hun snuit. De laatste heeft een slanke schedel met een tweedelig gebit, wat een dieet van vissen en kleine tetrapoden suggereert, terwijl de eerste een massieve schedel heeft met een driedelig gebit, wat suggereert dat grotere dieren zijn prooi waren.
Nicrosaurus en Mystriosuchus zijn beide teruggevonden in de eerste en tweede Stubensandstein in arkosische zandsteen, gescheiden door moddersteen in overstromingsvlakten en werden beide begraven tijdens overstromingen in een zoetwaterrivierhabitat. Beide geslachten verschenen rond dezelfde tijd in Midden-Europa. Bovendien, omdat Nicrosaurus ook is gevonden in lacustriene zandsteen, aan de lucht blootgestelde vlakken met breccia en herwerkte paleosolen, lijkt een bodembewonende en moerasbewonende levensstijl waarschijnlijk.
Een meer recente analyse van beschikbare postcraniale botten heeft resultaten opgeleverd die het idee verder ondersteunen dat Nicrosaurus voornamelijk bodembewonend was. Het darmbeen en het dijbeen van Nicrosaurus zijn meer vergelijkbaar met die van de meeste toenmalige archosauriërs in plaats van met semi-aquatische archosauriërs, de huidige krokodillen. De gelijkenis suggereert dat Nicrosaurus een meer rechtopstaande loopstijl had kunnen hebben die vaak wordt geassocieerd met bodembewonende organismen.

## Ontdekking en omgeving

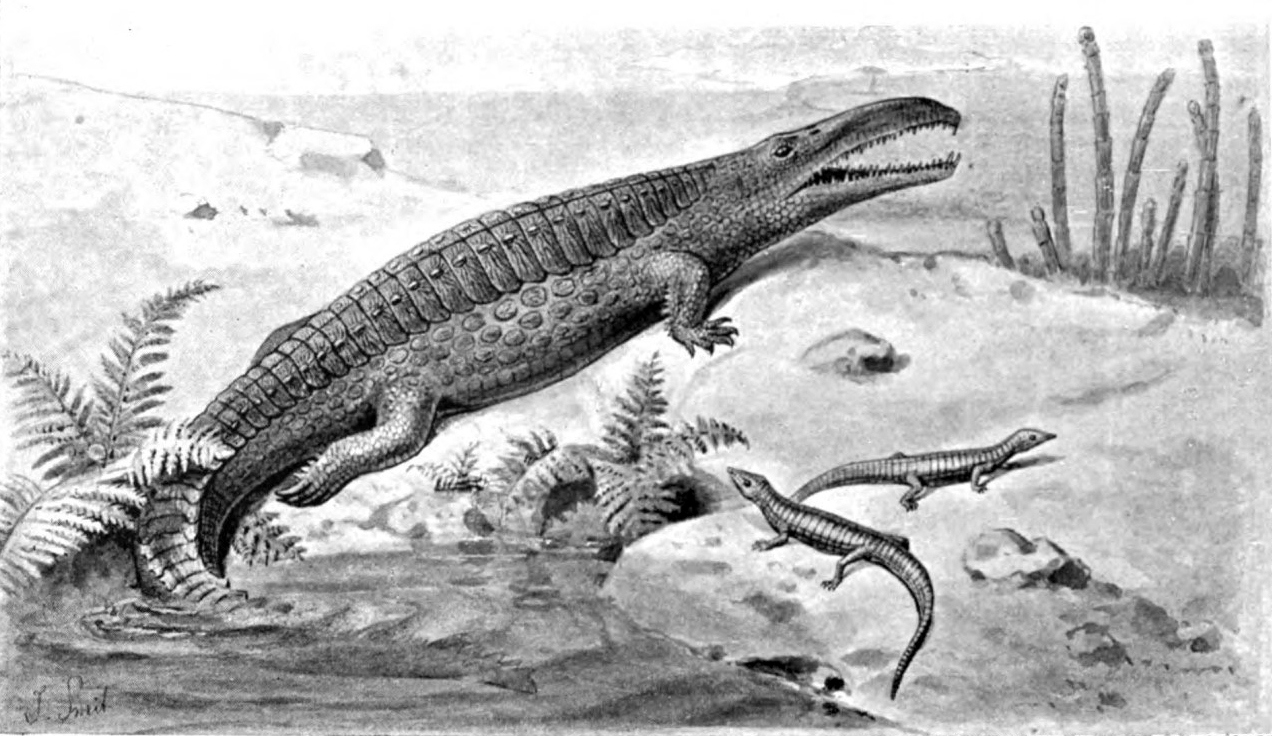
Een oude illustratie van Belodon, gebaseerd op de schedel van Nicrosaurus.

Sixt Friedrich Jakob von Kapff vond de eerste resten, vermoedelijk in de Stubensandstein van de Heslacher Wand. Die werden in 1860/1861 door Hermann von Meyer benoemd als een Belodon kapffi. In 1866 maakte Fraas er een apart geslacht van. Het paralectotype is SMNS 54708.
De soorten Nicrosaurus kapffi en de minder vaak gevonden Nicrosaurus meyeri komen voor in het Stubensandstein van het Norien in het zuidwesten van Duitsland, evenals in de Arnstadt-formatie van het Norien. Sinds 1996 omvatte de collectie voor Nicrosaurus kapffi vijf bijna complete schedels en vier gedeeltelijke schedels. In 2000 vonden Hungerbühler & Hunt dat het materiaal in twee soorten kon worden gesplitst en benoemden een Nicrosaurus meyeri. De soort, met als holotype SMNS 12598, en paratypen SMNS4059 en BMNH 42745, onderscheidt zich door een langere snuit en tweedelig gebit
De Arnstadt-formatie of 'Steinmergelkeuper' is in de eerste plaats een lacustriene sedimentaire opeenvolging van het Germaanse bekken. De honderd meter dikke formatie is verdeeld in sedimenten van een playa-merensysteem, cyclische sedimenten van zoetwater tot zoute meren en sedimenten van een playa-merensysteem met spleetverspreiding.
Fossiele ontdekkingen in Duitsland werden gevonden in drooggevallen overstromingsvlakten of fluviatiele dan wel lacustrine sedimenten, afgezet door rivieren respectievelijk in meren.
Een losse tand gevonden in een bed tussen vissenschubben in het midden van de Arnstadt-formatie in 2002 werd toegewezen aan Nicrosaurus. De rots waarin de tand en schubben werden gevonden, kan erop wijzen dat een soort Nicrosaurus een moerasachtig gebied bevolkte dat perioden van uitdroging of fluctuaties in het zoutgehalte onderging. Als alternatief kan de eenzame tand suggereren dat een aaseter zich voedde met dode vissen.
Als de levensstijl van Nicrosaurus beperkt is tot land- en zoetwatermoerassen, is het logisch dat de meeste fossiele exemplaren rond het Duitse bekken worden gevonden.

### Lithologie
Specimina zijn gevonden in verschillende beddings-lithologieën, waaronder zandsteen, mergel, dolomiet, breccia en kleisteen.

## Classificatie
Een fylogenetische analyse uit 2002 wees uit dat de geslachten Machaeroprosopus, Mystriosuchus, Redondasaurus en Nicrosaurus allemaal onder de clade Mystriosuchini vallen. De analyse bevatte echter slechts één niet-mystriosuchine-phytosauriërtaxon, wat de betrouwbaarheid vermindert. Dwingen Mystriosuchus en Ebrachosuchus neukami zustertaxa te zijn, zou vele extra evolutionaire stappen vergen en is dus een onwaarschijnlijke hypothese. Nicrosaurus wordt beschouwd als het meest basale taxon van de clade.

## Soorten uit Amerika
Naast Nicrosaurus kapffi en Nicrosaurus meyeri zijn er nog twee andere soorten die in de wetenschappelijke literatuur worden genoemd: Nicrosaurus gregorii en Nicrosaurus buceros. De overblijfselen van de laatste twee werden gevonden in Noord-Amerika, in het Chama-bekken in het noorden van centraal New Mexico.

### Nicrosaurus gregorii
Toen men dacht dat voor het eerst overblijfselen van phytosauriërs in Noord-Amerika werden gevonden, probeerden wetenschappers ze in te delen bij grote al bekende groepen. In die tijd werden exemplaren echter vaak naar bepaalde geslachten verwezen op basis van karakterovereenkomsten zonder veel aandacht te schenken aan de verschillen. Dat was het geval toen Herbert E. Gregory Rutiodon gregorii verwees naar Nicrosaurus.
In het begin van de jaren 1960 herkende Gregory de verschillen tussen phytosauriërs zoals Machaeroprosopus, Leptosuchus en Rutiodon niet en schreef de variatie toe aan groei, seksuele dimorfie of individuele variatie. De meeste soorten Machaeroprosopus werden toegewezen aan Rutiodon, behalve Machaeroprosopus gregorii die werd toegewezen als Phytosaurus gregorii vanwege de kenmerken die het deelde met Europese phytosauriërs. Phytosaurus gregorii werd later toegewezen als Nicrosaurus gregorii vanwege waargenomen overeenkomsten in schedelkenmerken. Nog later werden ze benoemd als een aparte Smilosuchus die echter ook gezien is als een Leptosuchus gregorii (Irmis, 2005).
De Chinle-formatie werd voor het eerst gedefinieerd in 1917 door Herbert E. Gregory en veel fossielen van wervels uit het Norien werden teruggevonden in de afzettingsniveaus. Sommige van de schedels die in deze regio zijn ontdekt, zouden ten onrechte zijn toegewezen aan Nicrosaurus in plaats van Rutiodon.

### Nicrosaurus buceros
Het eerste in Noord-Amerika ontdekte phytosauriërtaxon was vermoedelijk afkomstig van een schedel van Belodon buceros uit het Chamabekken in 1881 benoemd door Edward Drinker Cope, uit het noorden van centraal New Mexico. De soort is ook toegeschreven aan andere geslachten, waaronder Pseudopalatus, Phytosaurus, Machaeroprosopus, Arribasuchus en Nicrosaurus. Sommigen schreven het schedeltype toe aan Nicrosaurus vanwege een paar schedelkenmerken, die betrekking hebben op het squamosum en de supratemporale fenestrae. In vergelijking met Nicrosaurus kapffi had hij een smallere snuit en daarom werd hij door sommige wetenschappers Nicrosaurus buceros genoemd.

## Soorten
- Nicrosaurus kapffi (Meyer, 1861) (= typesoort Phytosaurus kapffi)
- Nicrosaurus meyeri (Hungerbühler & Hunt, 2000)